# Eburia tetrastalacta
Eburia tetrastalacta là một loài bọ cánh cứng trong họ Cerambycidae.